# Orion-Wagen
Orion-Wagen — легкий экспериментальный танк Германской империи времен Первой Мировой войны. В конце 1916 года был собран 1 прототип этого танка. Всего было изготовлено 29 штук, 16 из которых использовались как транспортировщики. В 1917 году был разработан Orion-Wagen II.

## История создания
История немецких танков серии Orion-Wagen началась в 1916 году, когда немецкий генштаб принялся лихорадочно искать подходящее гусеничное шасси для постройки собственного танка. К концу года армейское командование рассмотрело около десятка проектов, наиболее реальными из которых были Treffaswagen, Dur-Wagen, Marienwagen и Orion-Wagen. Последняя разработка отличалась тем, что её ходовая часть изначально разрабатывалась как танковая, правда немецкие конструкторы умудрились сделать в ней несколько больших просчетов. Учитывая уникальность конструкции траков, которые чем-то напоминали сороконожку закрученную в ленту, и узкое переднее колесо, проходимость танка оставляла желать лучшего.

## Описание конструкции

### Корпус
Конфигурацию бронекорпуса также было трудно назвать удачной, так как по компоновке Orion-Wagen больше напоминал трактор. Экипаж из двух человек размещался в задней части, в передней части корпуса размещалось моторно-трансмиссионное отделение. Бронирования опытный образец не имел.

### Вооружение
Вооружение Orion-Wagen должно было состоять из четырёх 7,92-мм пулемётов MG 08 (один рядом с водителем, второй сзади и два по бортам).

### Конструкция
Шасси Orion-Wagen представляли собой движитель и 1 переднее колесо, в связи с чем проходимость танка оставляла желать лучшего. По сути, танк напоминал трактор. Спереди было 2 пулемёта и по одному по бокам.

### Двигатель и трансмиссия
В передней части корпуса устанавливался карбюраторный двигатель, мощностью 45 л. с. Трансмиссия механического типа.

### Ходовая часть
Шасси Orion-Wagen состояло из двух компонентов: непосредственно гусеничного движителя и переднего управляющего колеса.

## Испытание
Поскольку в 1916 году танкостроение в Германии ещё только набирало обороты никто точно не знал, как поведет себя танк в реальных условиях. Сильный удар по инициативам конструкторов был нанесен 14 мая 1917 г., когда при большом стечении высокопоставленных чиновников был показан Marienwagen. Его возможности как боевой машины произвели настолько удручающее впечатление, что Гинденбург и Людендорф пришли к выводу о ненужности данного вида боевой машины. Стоило большого труда, чтобы убедить верховное командование в обратном, благо демонстрация других прототипов немецких танков прошла более успешно. Результаты испытаний опытного образца Orion-Wagen были изложены в Mainzer Protokoll — официальном документе, в котором оценивались произведенные ходовые тесты танков.
Испытания первого опытного образца проходили с переменным успехом. При первых попытках самостоятельного передвижения Orion-Wagen потерпел аварию ходовой части. После доработки гусеничных траков ситуация улучшилась, но более-менее спокойно танк мог двигаться исключительно по ровной местности, как только Orion-Wagen пробовал преодолеть даже небольшую траншею он часто застревал в ней передним колесом. Выход казался в установке более мощного двигателя, но на его поиск и проведение изменений в конструкции времени не оставалось. К этому времени армия успела выдать заказ на 50 бронированных шасси, правда очень скоро его сократили наполовину. Учитывая особенности Orion-Wagen было собрано 29 машин из которых 16 были переданы в эксплуатацию.

## Боевое применение
Единственной армейской частью, куда в 1918 году поступили Orion-Wagen, была Armee-Kraftwagen-Kolonne (Raupe) 1116. Как оказалось, в роли транспортеров они тоже оказались мало пригодными, даже после замены двигателя более мощный 100-сильный. Попытка снять или заменить переднее колесо успехом не увенчались и в конце 1918 г. почти транспортеры были разукомплектованы, а их двигатели «перекочевали» к танкам A7V.

## Дальнейшие планы развития проекта Orion-Wagen
В 1917 году были разработаны Orion-Wagen II и Orion-Wagen III. Проект сильно отличается от Orion-Wagen I. Ходовая часть оставалась прежней, но бронекорпус полностью покрывал её. Планировалось устанавливать круговую башню с пулемётным либо пушечным вооружением. В конструкции Orion-Wagen III предполагалась установка двух башен. Однако оба проекта были отвергнуты немецким командованием.